# Miremont (Haute-Garonne)
Miremont (okzitanisch: Miramont de Comenge) ist eine französische Gemeinde mit 2787 Einwohnern (Stand 1. Januar 2022) im Département Haute-Garonne in der Region Okzitanien. Die Bewohner werden Miremontais und Miremontaises genannt.

## Lage
Miremont liegt auf einem Hügel im äußersten Westen des Lauragais, etwa 32 Kilometer (Fahrtstrecke) in südlicher Richtung von Toulouse entfernt. Muret, die Hauptstadt des Arrondissements, liegt etwa 15 Kilometer nordwestlich. Das Gemeindegebiet wird vom Fluss Mouillonne durchquert, der an der Gemeindegrenze zu Grépiac in die Ariège mündet.

## Bevölkerungsentwicklung
| Jahr      | 1968 | 1975 | 1982 | 1990 | 1999 | 2006 | 2012 | 2019 |
| Einwohner | 811  | 866  | 1078 | 1217 | 1445 | 1837 | 2223 | 2623 |

Aufgrund ihrer Nähe zur Großstadt Toulouse, der Schaffung einer Zone industrielle und vergleichsweise niedrigen Grundstückspreisen hat sich die Bevölkerung der Gemeinde innerhalb der letzten 40 Jahre mehr als verdoppelt.

## Wirtschaft
Wie in den meisten Orten des Lauragais (auch Pays de la Cocagne = ‚Schlaraffenland‘ genannt) spielte im späten Mittelalter und in der frühen Neuzeit der Anbau, die Weiterverarbeitung und der Handel von Färberwaid (pastel) eine wichtige Rolle im Wirtschaftsleben der vergleichsweise wohlhabenden Stadt. Doch bereits im 18. Jahrhundert wurde der Anbau von pastel weitestgehend aufgegeben – es war durch den neuen, aus der Indigopflanze hergestellten Farbstoff Indigo allmählich vom Markt verdrängt worden.

## Geschichte
Über die Geschichte von Miremont liegen nur wenige Informationen vor. Es gab zwar eine Burg (château), doch scheint der Ort vom Albigenserkreuzzug (1209–1229) unberührt geblieben zu sein. Der Name eines Burgherrn (seigneur) aus dieser Zeit ist bekannt: Sicard de Miremont war einer der Mitunterzeichner des Vertrags von Paris (1229). Im Jahr 1271 kam die gesamte Grafschaft Toulouse, zu der auch Miremont gehörte, an die französische Krondomäne (Domaine royal). Im Verlauf des Hundertjährigen Krieges (1337–1453) wurde der Ort gleich zweimal von englischen Truppen gebrandschatzt. Auch während der Hugenottenkriege (1562–1598) wurde der Ort von den Protestanten in Brand gesetzt. In der Revolutionszeit wurden die Überbleibsel der mittelalterlichen Stadtbefestigungen (remparts) geschleift und der Graben, der einstmals die Burg umgab, zugeschüttet.

## Sehenswürdigkeiten
- Die gänzlich aus Ziegelstein erbaute Église Saint-Eutrope ist die Pfarrkirche des Ortes. Sie beeindruckt im Äußeren durch einen mächtigen zweigeschossigen Glockengiebel im Stil der tolosanischen Gotik des 13./14. Jahrhunderts, in dessen oberem Teil die Glocken gleich zu dritt aufgehängt sind. Obwohl sich mit Ziegelsteinen durchaus auch Rundbögen formen lassen, finden sich an den meisten Kirchen im Raum Toulouse die typischen Dreiecksgiebel, die auch als Bischofsmützen (arcs en mitre) bezeichnet werden. Das einschiffige Innere hat einen geraden Chorschluss und birgt eine schöne Orgel aus dem 19. Jahrhundert.
- Ein – an den Seiten mit Rankenwerksornamenten versehener – weißer Marmorsarkophag aus dem 13. Jahrhundert, in dem einstmals die Gebeine der Gemahlin Sicard de Miremonts ruhten, wurde in der Französischen Revolution geschändet und als Viehtränke genutzt. Sein Besitzer schenkte ihn im Jahr 1904 der Gemeinde; danach war er jahrzehntelang nahe der Kirche unter freiem Himmel aufgestellt.
- Das im 19. Jahrhundert erbaute Kornhaus (halle aux grains) diente zur Zwischenlagerung, Wiegung und zum anschließenden Verkauf des Getreides; es beherbergt mehrere alte Getreidehohlmaße aus Stein.
- Am Ortsrand steht ein Taubenhaus (pigeonnier) mit einem gestuften Dach.

## Gemeindepartnerschaften
- Torrefarrera, Katalonien, Spanien (seit 1993)

## Persönlichkeiten
- Sabin-Marie Saint-Gaudens (1921–2001), römisch-katholischer Geistlicher, Bischof von Agen 1976–1996